# Michael Bruce Curry
 (novembre 2015).
Si vous disposez d'ouvrages ou d'articles de référence ou si vous connaissez des sites web de qualité traitant du thème abordé ici, merci de compléter l'article en donnant les références utiles à sa vérifiabilité et en les liant à la section « Notes et références ».
Michael Bruce Curry, né le 13 mars 1953 à Chicago, est un prêtre épiscopalien américain, 27e évêque-président de l'Église épiscopalienne des États-Unis depuis le 1er novembre 2015. Il est le premier président épiscopalien afro-américain à accéder à cette fonction, où il succède à Katharine Jefferts Schori. Il était auparavant évêque du diocèse épiscopalien de Caroline du Nord.

## Biographie

### Jeunesse et formation
Les deux côtés de la famille de Michael Curry comptent des ancêtres métayers et ayant subi l'esclavage, établis en Caroline du Nord et en Alabama. Il fréquente les écoles publiques de Buffalo (New York). Il obtient son diplôme avec les honneurs au Hobart College, à Geneva, en 1975. Il obtient un master de théologie à l'université Yale et suit une formation  Princeton Theological Seminary (séminaire épiscopalien), au séminaire et université Sainte-Marie (catholique) de Baltimore, à l'université de Wake Forest, via l'Institut d'études œcuméniques, et à l'Institut d'études judéo-chrétiennes. De plus, il reçoit des titres honorifiques de l'École de théologie de Sewanee, du Virginia Theological Seminary (séminaire épiscopalien américain), de l'École de théologie de Berkeley de l'université Yale, et à l'Episcopal Divinity School, à Cambridge.

### Prêtre
Michael Curry est ordonné diacre au sein de l'Église épiscopalienne des États-Unis en juin 1978 et prêtre en décembre de la même année. Il sert d'abord comme diacre en charge, puis recteur de la paroisse Saint Stephen's Episcopal Church de Winston-Salem, de 1978 à 1982, puis comme recteur de Lincoln Heights, dans l'Ohio, de 1982 à 1988. Il retourne à Baltimore où il devient recteur de la paroisse Saint James Episcopal Church, en 1988. Il y restera jusqu'en 2000. Dans ces trois ministères paroissiaux, il tente de répondre à la diminution de la fréquentation du culte et du partage de la foi par le soin pastoral, fondant des étés de rencontres œcuméniques, des camps d'un jour pour les enfants, prêchant des missions, créant des réseaux d'entraide pour les familles, ou encore trouvant des investisseurs pour davantage mettre leurs capitaux dans le voisinage. Il réunit également 2,5 millions de dollars pour la restauration de l'église Saint James de sa paroisse, endommagée par un incendie.

### Évêque

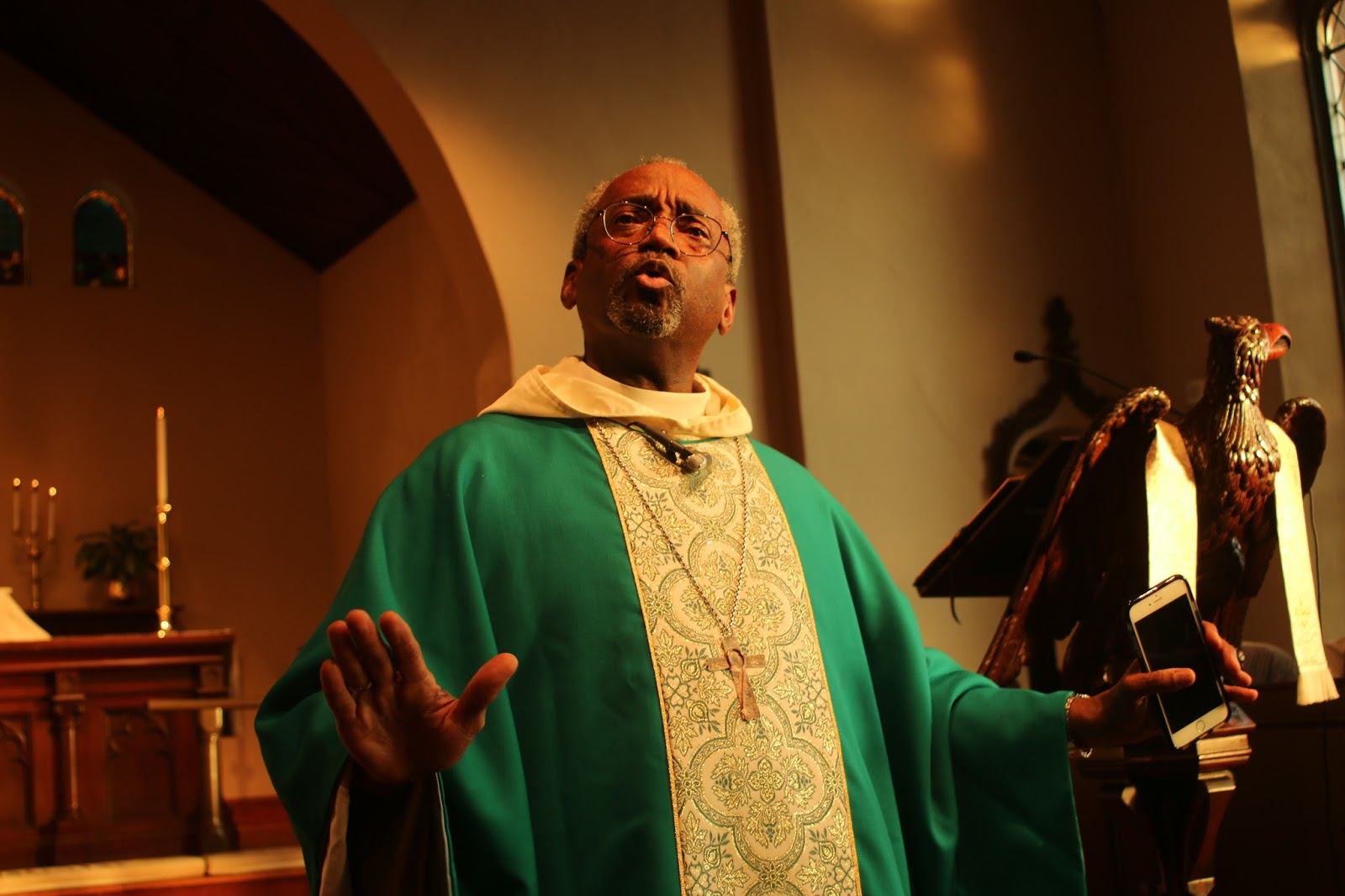
L'évèque Curry lors d'une cérémonie en 2015

Le 11 février 2000, Michael Curry est élu évêque du diocèse épiscopalien de Caroline du Nord, et est consacré le 17 juin suivant à la chapelle de l'université Duke, à Durham. Il participe au conseil des directeurs de l'Alliance des médias chrétiens et siège au conseil de l'agence Episcopal Relief and Development (aide et développement épiscopaliens). Il occupe aussi un ministère national de prédication et d'enseignement et est régulièrement conférencier lors de services de prière à travers tout le pays.

### Évêque-Président
Le 1er mai 2015, le comité de nomination au siège d'Évêque-Président de l'Église épiscopalienne des États-Unis désigne Michael Curry et trois autres évêques potentiels pour succéder à Katharine Jefferts Schori : Thomas Edward Breidenthal, évêque épiscopalien de l'Ohio du Sud, Ian Douglas, évêque du Connecticut et Dabney Tyler Smith, évêque de Floride du Sud-Ouest. Le 27 juin suivant lors de la 78e convention générale de l'Église à Salt Lake City, Curry est élu au premier tour, avec 121 voix sur 174.
Michael Curry entre officiellement en fonction le 1er novembre 2015, le jour de la solennité de Toussaint, au cours d'une cérémonie d'investiture en la Cathédrale nationale de Washington, comprenant des lectures en espagnol et en langues amérindiennes.

## Vie privée
L'évêque Michael Bruce Curry est marié à Sharon Clement et ils ont deux filles.